# 尼克拉斯·利德斯特伦
尼克拉斯·利德斯特伦（瑞典語：Nicklas Lidström，1970年4月28日—），瑞典男子冰球运动员。他曾代表瑞典参加1998年、2002年、2006年和2010年冬季奥林匹克运动会冰球比赛，获得一枚金牌。